# دروازه بدن (فیلم ۱۹۶۴)
این فیلم اقتباسی از رمان دروازه بدن است.
دروازه بدن (به ژاپنی: 肉体の門) فیلمی در ژانر درام، به کارگردانی سیجون سوزوکی و بر اساس رمان دروازه بدن (۱۹۴۷) نوشته تایجیرو تامورا و فیلم‌نامه‌ای از گورو تانادا، محصول سال ۱۹۶۴ کشور ژاپن است.
این فیلم در رده سینمای موج نوی ژاپن که از دهه پنجاه میلادی شروع شد؛ قرار می‌گیرد. در طی تقریباً دو دهه، فیلم‌سازان ژاپنی به طبع همتایان خود در سینمای فرانسه، سعی در شکستن قاعده‌ها و قراردادهای اجتماعی و اخلاقی درسینما نمودند.

## بازیگران
از بازیگرانی که در این فیلم به ایفای نقش پرداخته‌اند، می‌توان به هنرمندان زیر اشاره کرد.
- جو شیشیدو
- کوجی وادا[۳]
- یومیکو نوگاوا[۴]
- تومیکو ایشی[۵]
- کیو ماتسو[۶]
- کانیکو کاوانیشی
- میساکو تومیناگا
- ایسائو تاماگاوا[۷]
- چیکو لوران

## داستان فیلم

طرح مفهومی توسط طراح تولید تاکئو کیمورا برای فیلم.

در یک محله یهودی نشین فقیرانه در توکیو، بعد از جنگ جهانی و اشغال توکیو به دست نیروهای نظامی ارتش آمریکا، در حالی‌که سربازان ژاپنی به آن‌ها خدمت می‌کنند؛ «شینتارو ایبوکی» جوانی برومند و قوی، که از کهنه سربازان زخم‌خورده جنگ و سرجوخه ارتش است؛ به فکر انتقام از سربازان آمریکایی و یاکوزاهای خودفروخته ژاپنی است.
«مایا» دختری جوان و زیبا، که برادر خود را در جنگ از دست داده‌است؛ بی‌خانمان، گشنه و به‌دنبال کار است. مایا سعی به دزدی تکه‌ای سیب زمینی می‌کند؛ که توسط پسری به‌نام «ایپ» از «سندیکای خانوادهٔ شوشینو» که کنترل بازار را در دست دارند؛ دستگیر و برای فروخته‌شدن به سربازان آمریکایی پیشنهاد می‌شود؛ که با دخالت دختری به نام «سِن» و دادن قول نزدیکی و سکس با ایپ، نجات پیدا می‌کند.
مایا به پیشنهاد سِن، به گروهی زیرزمینی از روسپی‌ها شامل «سن»، «مینو»، «روکو» و «ماچیکو» می‌پیوندد؛ و با سختی‌ها و قوانین گروه آشنا می‌شود.
قوانین گروه:
1. دفاع از قلمرو و برخورد با روسپی‌های غریبه
2. رایگان کارنکردن
3. نداشتن رابطه‌جنسی با مردان آمریکایی و سربازان خودفروخته

شین حین سرقت از سربازی آمریکایی او را با چاقو می‌کشد؛ و تحت تعقیب پلیس ارتش قرار گرفته و او نیز با گلوله زخمی می‌شود. شین با سِن برای سکس هم‌بستر می‌شوند؛ ولی با ورود پلیس، مجبور به فرار می‌شود. شین زخمی در خانه روسپی‌ها پناه می‌گیرد؛ و بعد از مدتی کنترل گروه را در دست می‌گیرد. دختران با شین مهربانی می‌کنند.
«ماچیکو» که برای برداشتن وسایلش برمی‌گردد؛ شین را می‌بیند. در عین حال «روکو» متوجه می‌شود که ماچیکو، عاشق مردی شده و قوانین گروه را با مجانی کارکردن شکسته‌است. دوستان تصمیم به تنبیه او می‌گیرند؛ و با به بند کشیدن ماچیکو او را ترکه زده، تصمیم به اخته کردن او می‌گیرند؛ که البته با دستور شین، متوقف می‌شوند.
شین که بهبود پیدا کرده، به ملاقات دوست پدرش رفته و از او می‌خواهد که مدتی دیگر، امانت‌اش را برای او نگه دارد. شین مجدداً شروع به غارت و چپاول سربازان آمریکایی و ثروتمندان ژاپنی می‌کند. سِن به شین پیشنهاد معامله جنس‌های سرقت و مخفی شده او را، با سندیکای شوشینو را می‌دهد. شین از طریق ایپ با «ایشی» نماینده سندیکا ملاقات، و برای فروش ۲۰۰ آمپول پنی‌سیلین به توافق می‌رسد؛ و برای تحویل دو روزه پیش پرداخت می‌گیرد.
از طرفی ماچیکو که می‌خواهد ازدواج کند؛ در رستوران به درخواست شین برای سکس با او، پاسخ مثبت داده و با شین می‌خوابد. مایا و در پی او تمام دوستان، متوجه خیانت شین به گروه می‌شوند؛ ولی ماچیکو را مقصر می‌دانند. مایا که افسرده و عصبانی شده‌است؛ تصمیم به هم‌آغوشی با سربازی آمریکایی را می‌گیرد؛ اما با دخالت کشیشی رنگین‌پوست از این رابطه منصرف می‌شود. مایا باحالتی شیطانی، کشیش نگون‌بخت را مجبور به رابطه‌جنسی باخود می‌کند؛ که سرانجام آن، خودکشی کشیش است.
ماچیکو پس از سکس با شین اعتراف می‌کند؛ تا قبل از رابطه با شین، رؤیای همیشگی‌اش ازدواج بوده، اما الان مثل سابق برای او دیگر ارزشی ندارد. اما شین به او توصیه می‌کند؛ که تا به چیزی تعهد نداشته باشد، نمی‌تواند ارزشش را درک و به هدف نهایی برسد. سِن در صحبت با ایپ متوجه می‌شود که ایشی به‌خاطر بدقولی شین تصمیم به بستن بازار گرفته‌است. دختران نیز از برنگشتن شین ناراحت هستند؛ اما او با دزدیدن گاوی بزرگ به خانه برمی‌گردد؛ و با کُشتن و طبخ قسمتی از آن، با هم جشن می‌گیرند. در حین جشن و مستی، سن با طعنه به دختران می‌گوید که آن‌ها برای ۸۰ یِن تن‌فروشی می‌کنند و قیمت گوشت هم کیلویی ۸۰ ین است. سن می‌گوید که ما تن‌فروشی می‌کنیم، که گوشت بخوریم؛ و گوشت می‌خوریم، که توان تن‌فروشی داشته باشیم. اصلاً برای چه چیز زندگی می‌کنیم.
در ادامه جشن، دختران آواز می‌خوانند؛ و شن رد شدن ارتش از رودخانه در زمان جنگ را، شبیه‌سازی می‌کند. مایا که برادرش را در وجود شین تصور کرده؛ در رؤیا با او سکس می‌کند. شین که ماچیکو را یک زن واقعی می‌داند؛ اعتراف به خوابیدن با او می‌کند. در همین لحظه سِن از او می‌خواهد، با او نیز رابطه‌جنسی داشته باشد؛ اما شین نمی‌پذیرد و سن می‌گوید که باید فردا خانه آن‌ها را ترک کند.
اما مایا، شین مست را کول کرده و به قایقی می‌برد؛ و با ابراز عشق، از او می‌خواهد که با او سکس کند؛ و در حالی که سِن حسودانه آن‌ها را زیر نظر گرفته، مایا قوانین گروه را زیرپا می‌گذارد. مایا و شین برای فرار و خروج از شهر، برای فردا ساعت ۹ قراری روی پل می‌گذارند. از طرفی سن برای انتقام، ایپ و گروه‌اش را توسط روکو در جریان می‌گذارد؛ و با معلق کردن مایا او را شلاق زده، تنبیه می‌کند.
شین امانتی خود را از دوست پدرش می‌گیرد؛ و در حالی‌که منتظر مایا است؛ مورد حمله پلیس ارتش قرار گرفته و کشته می‌شود. بعد از مرگ شین، پلیس متوجه می‌شود، او به‌جز عکس‌های هم‌رزمانش چیزی به‌همراه ندارد. مایا که موفق به فرار شده‌است؛ با دیدن پرچم خونین ژاپن، متوجه داستان می‌شود؛ و تصمیم به ترک تن‌فروشی و وفاداربودن به قول‌اش می‌گیرد.

## دنباله‌های فیلم
آثار زیادی با اقتباس از این رمان به فیلم تبدیل شده‌است؛ از جمله آثار تولیدشده می‌توان به موارد زیر اشاره کرد.

### فیلم سینمایی
| نام فیلم   | سال تولید | کارگردان                          |
| ---------- | --------- | --------------------------------- |
| دروازه بدن | ۱۹۴۸      | ماکینو ماساهیرو و اوزاکی ماسافوسا |
| بدن زن     | ۱۹۶۴      | سیجون سوزوکی                      |
| دروازه بدن | ۱۹۷۷      | شوگورو نیشیمورا                   |
| دروازه بدن | ۱۹۸۸      | هیدئو گوشا                        |

### درام تلویزیونی
- دروازه بدن (۲۰۰۸)

### تئاتر
شرکت تئاتر آیروزا در شینجوکو به صورت طولانی، ۱۰۰۰ اجرا

## تولید و انتشار
این فیلم ۹۰ دقیقه‌ای، توسط شرکت نیککاتسو درسال ۱۹۶۴ تولید و توسط شرکت توهو در ۱۱ دسامبر ۱۹۶۴ منتشر شده‌است.